# محمد المالکی
محمد المالکی (عربی: محمد عامر الراشد المالكى؛ زادهٔ ۱ دسامبر ۱۹۶۲) دونده اهل عمان است.